# Giornata mondiale della gioventù 2013
La XXVIII Giornata mondiale della gioventù si è tenuta dal 23 al 28 luglio 2013 a Rio de Janeiro, in Brasile ed è stata presieduta da papa Francesco.
Dopo Buenos Aires, nel 1987, la città brasiliana è la seconda dell'America del Sud ad essere sede dell'incontro internazionale dei giovani cattolici con il papa.
La sede della XXVIII edizione della GMG è stata ufficializzata da papa Benedetto XVI il 21 agosto 2011, durante la celebrazione di chiusura della XXVI GMG di Madrid. Originariamente l'incontro di Rio era stato previsto per il 2014, secondo la cadenza triennale entrata nell'uso dal 2002 in poi, ma la concomitanza che si sarebbe creata con i mondiali di calcio fece propendere per l'anticipo di un anno.
Il 7 febbraio 2012, durante la cerimonia di presentazione della GMG tenutasi nel bairro di Glória e presieduta dall'arcivescovo di Rio de Janeiro Orani João Tempesta, è stato pubblicato il logo ufficiale ad opera del venticinquenne Gustavo Huguenin.
Il 16 novembre 2012 Benedetto XVI realizza il messaggio ufficiale per la GMG di Rio.
Il 28 novembre 2012 il sindaco e l'arcivescovo di Rio de Janeiro annunciano che la veglia di preghiera e la messa conclusiva si terranno a Guaratiba. Successivamente, a causa del maltempo, viene annunciato che la veglia e la messa si terranno a Copacabana.
Il 7 maggio 2013 viene pubblicato il programma ufficiale del viaggio apostolico di papa Francesco in Brasile.

## L'annuncio
L'annuncio è stato dato da papa Benedetto XVI alla fine della GMG di Madrid con queste parole: "Sono lieto di annunciare ora che la sede della prossima Giornata mondiale della gioventù, nel 2013, sarà Rio de Janeiro. Chiediamo al Signore che già da questo momento assista con la sua forza quanti devono organizzarla e spiani il cammino ai giovani di tutto il mondo perché possano riunirsi nuovamente col Papa in questa bella città brasiliana".

## Svolgimento

### 22 luglio

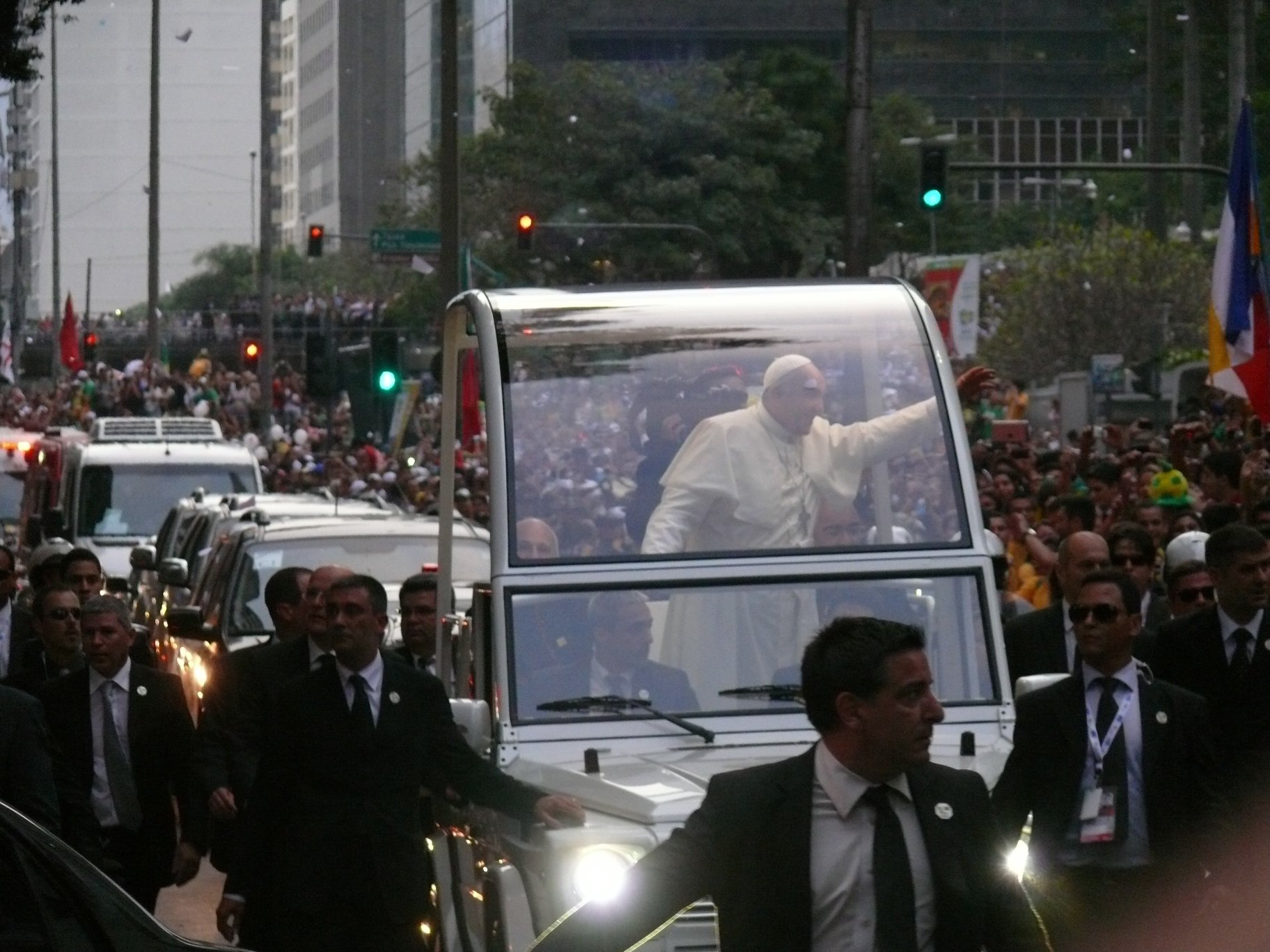
Papa Francesco accolto a Rio de Janeiro al suo arrivo in città

Papa Francesco è partito per il Brasile il 22 luglio dall'aeroporto di Fiumicino. Prima della partenza, il papa è stato salutato dal primo ministro Enrico Letta, e poi è salito sull'aereo portando con sé il bagaglio a mano. Durante il volo il Papa ha incontrato i giornalisti, a cui ha detto che non piacciono le interviste e quindi ha semplicemente parlato con loro, ha detto che oggi è molto diffusa la cultura dello scarto, usata in particolare con i giovani e con gli anziani, e ha aggiunto che bisogna usare la cultura dell'inclusione. Il Papa è arrivato in Brasile alle 16:00 ora locale, accolto dalla Presidente Dilma Rousseff. Il Papa ha deciso di spostarsi in automobile, prima su una Fiat, successivamente sulla papa-mobile non blindata. L'auto del Papa è stata bloccata più volte con qualche pericolo per la sicurezza, ma Padre Federico Lombardi ha successivamente affermato che "la gente vuole bene al papa e che lui non era per nulla spaventato, anzi ha tenuto il finestrino abbassato per tutto il tempo".
Il Papa, è arrivato al palazzo Guanabara di Rio de Janeiro per la cerimonia di benvenuto. Successivamente si è trasferito alla residenza di Sumarè, dove alloggerà per il tempo del viaggio.

### 23 luglio
Il 23 luglio il Papa ha riposato rinviando la visita al Corcovado a causa della avverse condizioni climatiche. In serata si è tenuta a Copacabana la Cerimonia Liturgica di apertura della Giornata mondiale della gioventù celebrata dal vescovo di Rio de Janeiro Orani João Tempesta a cui hanno partecipato circa 500.000 persone.

### 24 luglio

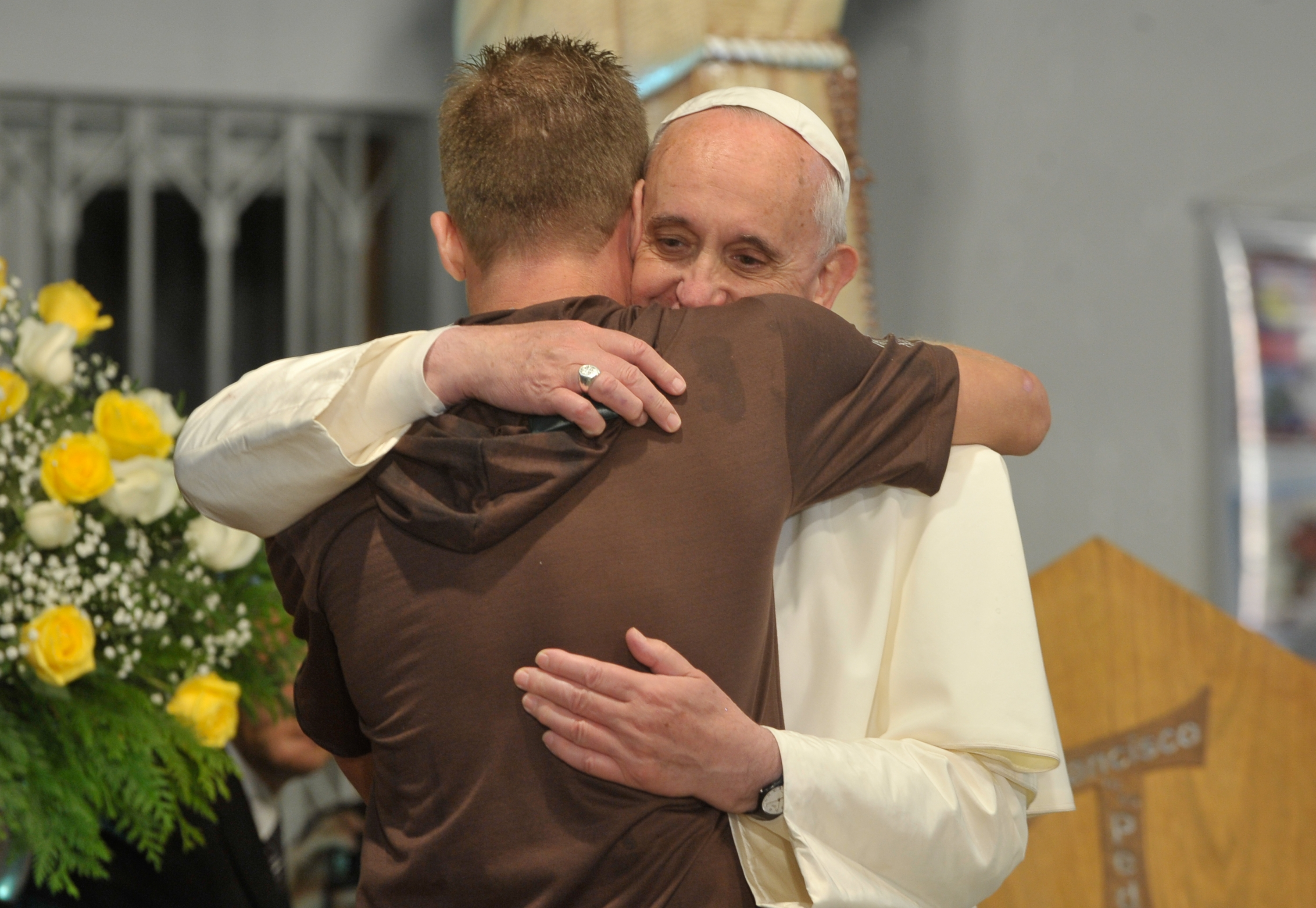
Il Pontefice all'ospedale São Francisco de Assis na Providência di Rio de Janeiro.

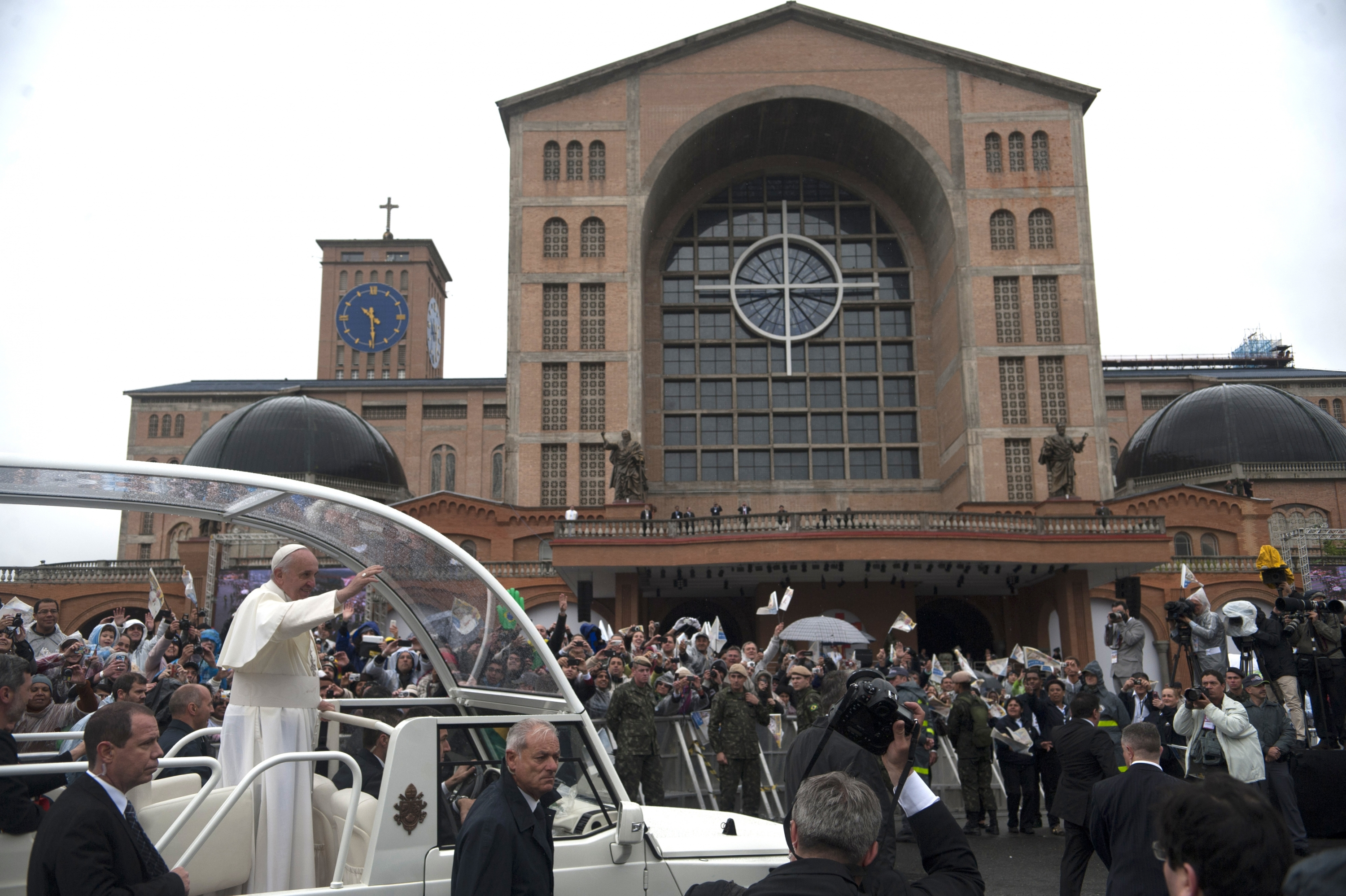
Papa Francesco ad Aparecida

Il 24 luglio il Papa si è recato in mattinata ad Aparecida dove ha venerato, in maniera visibilmente commossa, l'immagine della Madonna. Successivamente ha celebrato la messa nella basilica davanti a circa 45.000 persone, dove durante l'omelia ha richiamato a tre semplici atteggiamenti: mantenere la speranza, lasciarsi sorprendere da Dio e vivere nella gioia.
Alla fine della messa il papa ha benedetto con una copia dell'immagine della vergine di Aparecida che gli è stata regalata dal Vescovo. Successivamente si è affacciato dal balcone del santuario per benedire le persone rimaste all'esterno ed ha fatto sapere loro l'intenzione di voler ritornare in Brasile nel 2017 in occasione del 300º anniversario del ritrovamento della statua della Vergine di Aparecida.
Dopo il santo padre ha pranzato con i cardinali, i vescovi della regione e i seminaristi nel seminario Bon Jesùs de Aparecida; nel pomeriggio il papa ha fatto ritorno a Rio de Janeiro.
In serata il Pontefice ha fatto visita all'ospedale São Francisco de Assis na Providência di Rio de Janeiro dove ha incontrato in particolare i giovani ex tossicodipendenti e ha detto che il narcotraffico non va combattuto con la legalizzazione delle droghe.

### 25 luglio

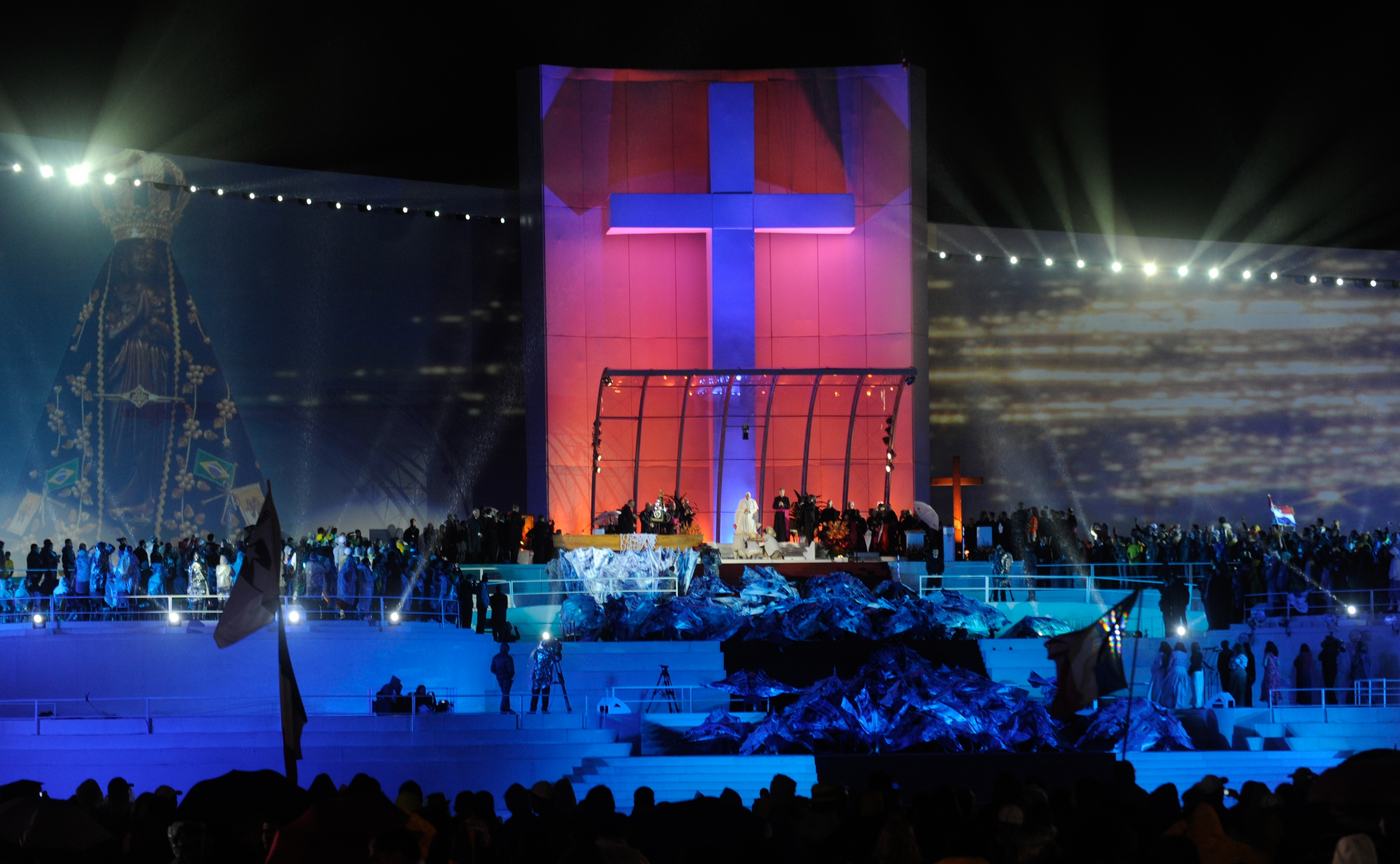
Cerimonia di accoglienza a Copacabana.

Il Papa in mattinata ha incontrato alcune autorità del mondo dello sport, ha benedetto le bandiere olimpiche del 2016 e ha ricevuto le chiavi della città; in particolare il Santo Padre ha sottolineato il bisogno di utilizzare lo sport come strumento di scambio e di crescita e non come di violenza e di odio.
Successivamente il Papa si è recato alla favela di Varginha, una ex discarica occupata nel 1940. Si è recato nella piccola chiesa intitolata a san Girolamo Emiliani, frutto della missione dei padri somaschi e delle suore missionarie della carità, alla presenza di alcuni membri della comunità parrocchiale. Dopo un momento di preghiera, il Papa ha benedetto il nuovo altare e ha offerto in dono un calice. Si è poi recato a piedi verso il campo di calcio per l'incontro con la comunità: durante il percorso è entrato in una casa per visitare una famiglia: un ambiente molto piccolo, di circa 4 metri per 5. Erano presenti più di 20 persone, tra cui anziani e bambini. Il Papa si è intrattenuto ed ha benedetto ognuno di loro. Alla fine hanno recitato le preghiere del Padre Nostro e dell'Ave Maria. Quindi è giunto al campo di calcio accolto da numerosi fedeli.
Il Papa, rispondendo ad una domanda ricevuta da una coppia di coniugi, su come mai avesse scelto di visitare Varginha e non un'altra favela ha detto: "Avrei voluto bussare a tutte le porte, prendere un cafezinho con tutti. Ma il Brasile è così grande, e ho scelto voi che rappresentate tutti i rioni".
Nel suo discorso il Papa ha detto che "non è la cultura dell'egoismo, dell'individualismo, che spesso regola la nostra società, quella che costruisce e porta ad un mondo più abitabile, ma la cultura della solidarietà; vedere nell'altro non un concorrente o un numero, ma un fratello".
Al termine del discorso, un gruppo di bambini ha offerto dei doni al Papa che ha concluso la sua visita alla favela con la benedizione.
Subito dopo la visita alla favela di Varginha il Papa si è recato nella cattedrale di Rio de Janeiro per incontrare i giovani cattolici argentini; nel suo breve discorso ha sottolineato l'importanza di badare bene ai due poli di un popolo: gli anziani e i giovani. Infine, ha benedetto una statua della Vergine e un Crocifisso che saranno portati in giro per l'Argentina.
In serata si è svolta la Cerimonia di accoglienza a Copacabana, celebre spiaggia di Rio de Janeiro.
Il Papa è giunto sul lungomare di Copacabana per la Festa di accoglienza dei giovani a Rio de Janeiro per la XXVIII Giornata mondiale della gioventù accolto da oltre un milione di giovani. Papa Francesco si è diretto verso il palco, lentamente in jeep, salutando, benedicendo, baciando i bambini. Nell'occasione ha scambiato lo zucchetto bianco ad un ragazzo ed assaggiato del "mate", la tradizionale bevanda argentina, offertagli da un fedele. Durante l'incontro si è svolta la rappresentazione intitolata “Rio de Fé” in cui 150 giovani hanno presentato artisticamente, con canti e scenografie, la vita quotidiana della “Città Meravigliosa". Il Papa è intervenuto due volte: all'inizio con il suo saluto, ringraziando tutti, in particolare il Papa emerito Benedetto XVI salutandolo molto calorosamente insieme ai giovani, ed è intervenuto alla fine con il suo discorso basato su tre concetti: "metti fede", "metti speranza" e "metti carità".

### 26 luglio
Il 26 luglio il Papa si è recato in mattinata al Parco della Quinta da Boa Vista di Rio de Janeiro per confessare alcuni giovani. Subito dopo si è trasferito al Palazzo Arcivescovile di St. Joaquim dove ha incontrato alcune giovani detenuti. Alla fine dell'incontro si è affacciato dal balcone del Palazzo Arcivescovile per pregare l'Angelus, definito "ora mariana" da Papa Francesco durante lo stesso, con migliaia di fedeli riuniti all'esterno.
Il Papa nel corso dell'Angelus si è soffermato sulla solennità di San Gioacchino e Sant'Anna, nonni di Gesù, chiedendo ai giovani di salutare i nonni nel loro giorno; in particolare il Papa ha chiesto ai giovani di ascoltare e imparare dai propri nonni.
Dopo la preghiera dell'Angelus il Papa ha incontrato nel palazzo arcivescovile il Comitato organizzatore e i benefattori della XXVIII Giornata mondiale della gioventù. Dopo l'incontro, ha pranzato con alcuni giovani nel salone rotondo del Palazzo Arcivescovile St. Joaquim di Rio de Janeiro.
In serata il Papa ha presenziato alla Via Crucis con i giovani a Copacabana. Ogni stazione della Via Crucis veniva paragonata ad un male del mondo attuale. Hanno partecipato alla Via Crucis oltre un milione e mezzo di giovani. Nel suo discorso il Papa ha detto di " portare alla Croce di Cristo le nostre gioie, le nostre sofferenze, i nostri insuccessi; troveremo un Cuore aperto che ci comprende, ci perdona, ci ama e ci chiede di portare questo stesso amore nella nostra vita, di amare ogni nostro fratello e sorella con questo stesso amore".

### 27 luglio

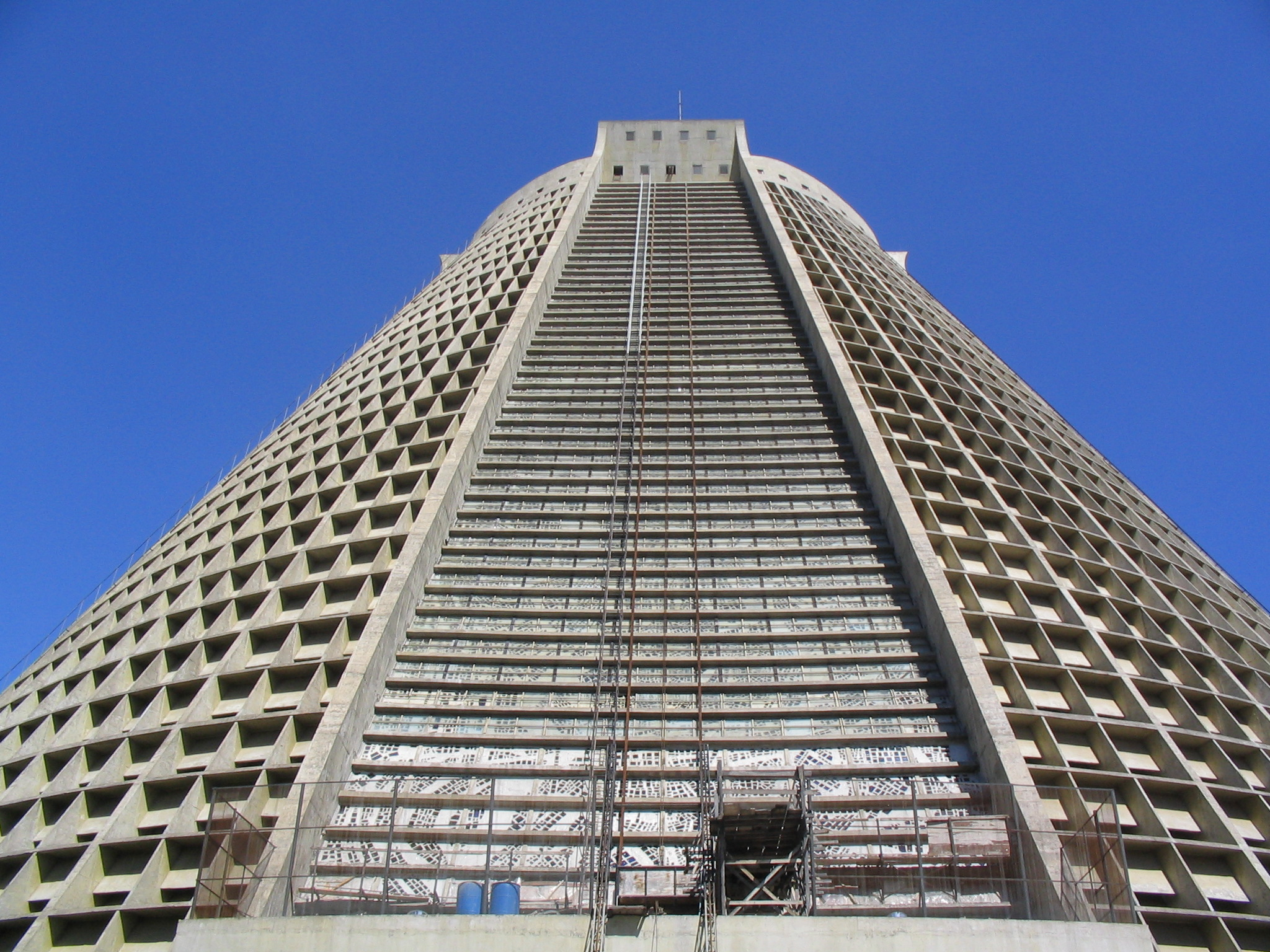
Cattedrale di Rio de Janeiro, dove si è tenuta la Messa con i Vescovi della GMG, i sacerdoti e i seminaristi

Il 27 luglio il Papa ha celebrato nella cattedrale di Rio de Janeiro la messa con i vescovi della GMG, i sacerdoti e i seminaristi. Durante la sua omelia, il papa ha parlato di tre aspetti della vocazione: chiamati da Dio; chiamati ad annunciare il Vangelo; chiamati a promuovere la cultura dell'incontro.
Dopo la Messa con i Vescovi il Papa ha incontrato dei rappresentanti politici del Brasile.
In serata il Papa si è recato nuovamente a Copacabana per la Veglia, accolto da oltre 3 milioni di fedeli. Durante la veglia ci sono state delle rappresentazioni artistiche e sono state ascoltate delle testimonianze. Nel suo discorso il Papa ha parlato, partendo dal Campo della Fede, di tre immagini: il campo come luogo in cui si semina, il campo come luogo di allenamento, il campo come cantiere.
Dopo il discorso del Papa ha avuto inizio la seconda parte della Veglia: l'Adorazione Eucaristica, durante la quale i presenti si sono raccolti in preghiera.

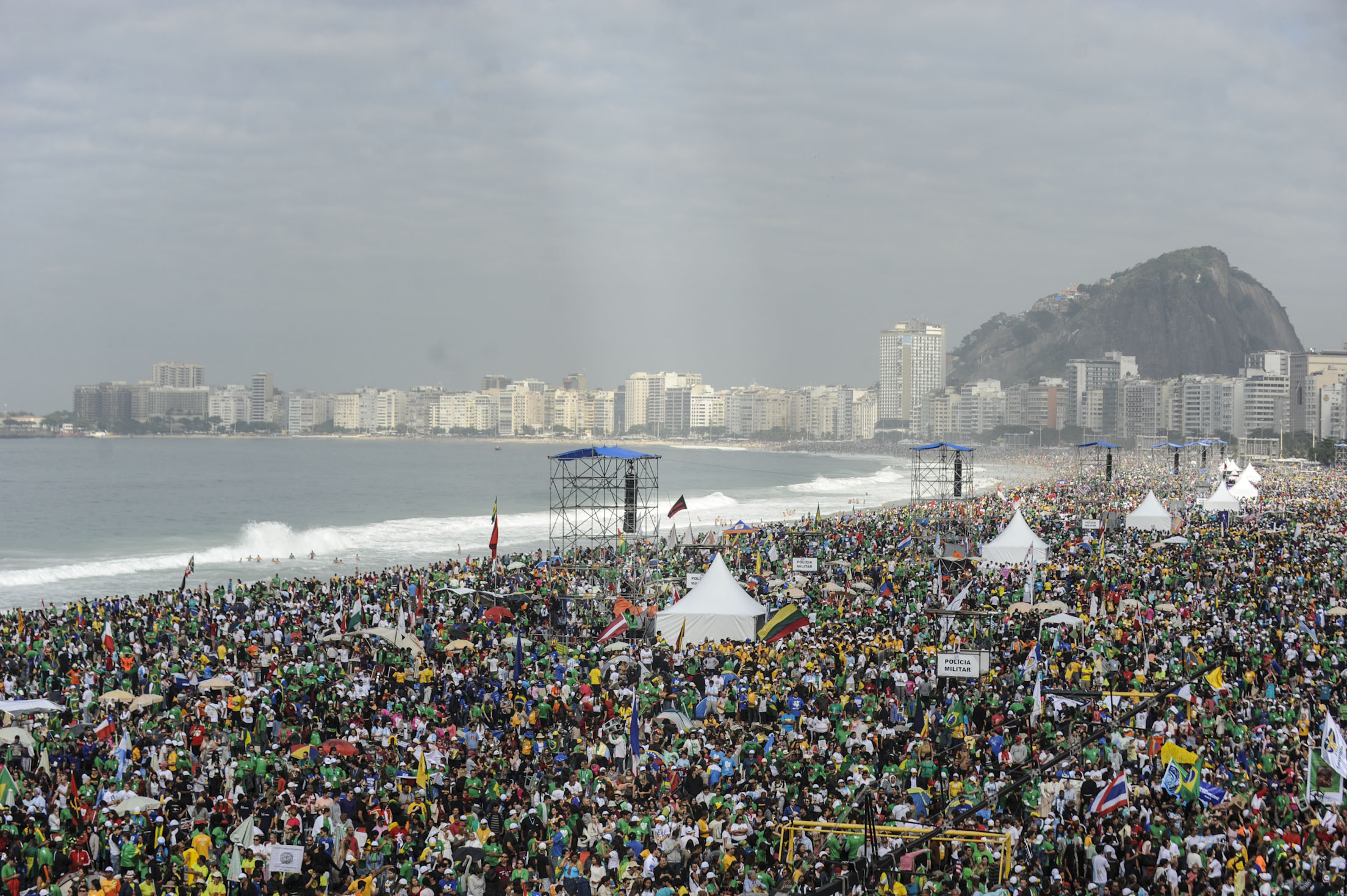
Copacabana durante la Messa conclusiva della GMG

### 28 luglio
Domenica 28 luglio è stata celebrata l'Eucaristia conclusiva della GMG a Copacabana, che ha raccolto oltre tre milioni di fedeli. Durante l'omelia, il Santo Padre ha invitato i giovani a farsi discepoli di Cristo, testimoniando l'amore di Dio servendo i nostri fratelli, superando i nostri egoismi. Alla fine della celebrazione il Santo Padre ha annunciato che la successiva Giornata mondiale della gioventù si terrà a Cracovia in Polonia nel 2016.
Nel pomeriggio il Papa ha incontrato il Comitato di Coordinamento del CELAM.
Successivamente ha incontrato 15.000 volontari della GMG e in tarda serata il Papa ha lasciato la città, per tornare a Roma.
Durante il volo di ritorno il Papa ha incontrato nuovamente i giornalisti. Nel corso dell'incontro sono state toccate numerose questioni: dalle riforme, alle questioni degli omosessuali e del sacerdozio femminile.
Il giorno seguente il Papa è rientrato in Vaticano.

## Patroni e intercessori
I principali patroni ed intercessori della GMG del 2013 sono:
| Immagine | Nome                             |
| -------- | -------------------------------- |
|          | Nostra Signora di Aparecida      |
|          | San Sebastiano                   |
|          | Sant'Antonio di Sant'Anna Galvão |
|          | Santa Teresa del Bambino Gesù    |
|          | Beato Giovanni Paolo II          |

## Statistiche
Hanno partecipato alla GMG circa tre milioni e mezzo di persone di cui il 55% donne e il 45% uomini. Il 60% dei presenti aveva un'età compresa fra i 19 e i 34 anni.
Oltre al Brasile, fra i Paesi più rappresentati ci sono stati l'Argentina, il Cile, gli Stati Uniti, l'Italia, la Francia, il Paraguay e il Venezuela.
Inoltre hanno partecipato alla GMG 644 Vescovi, 28 dei quali sono Cardinali. Le ostie consacrate sono state quattro milioni. Alla GMG erano presenti inoltre oltre 60.000 volontari e 6500 giornalisti provenienti da 57 Paesi.
L'evento ha anche avuto un impatto sull'economica locale: secondo le stime fornite dal Ministero brasiliano del turismo gli ospiti hanno speso oltre 1,8 miliardi di reais, pari a circa 600 milioni di euro. I pellegrini stranieri si sono fermati mediamente per 12 giorni e, in grande maggioranza (93%), hanno espresso desiderio di tornare a visitare il paese e, in modo particolare, Rio de Janeiro. Il Santo Padre ha contribuito economicamente con un contributo di 5 milioni di euro.

## Le proteste
Come accaduto per la GMG di Madrid, anche la GMG di Rio de Janeiro è stata oggetto alcune contestazioni. In particolare alcune associazioni atee e per i diritti degli omosessuali hanno promosso numerose iniziative per protestare contro alcune posizioni delle Chiesa cattolica sui temi etici ed in materia di diritti e libertà civili. Altre persone hanno espresso il loro disappunto e indignazione riguardo ai costi dell'evento, stimati in circa 150 milioni di euro e perlopiù coperti dal Governo brasiliano, ritenuti eccessivi in un quadro di difficoltà economica del Paese. Sono stati promossi "sbattezzi di massa" e cortei. In polemica con la GMG si è tenuta anche la "Marchas das Vadias", corteo organizzato dalle associazioni femministe per reclamare maggiore laicità dello Stato, il diritto di aborto e la legalizzazione della prostituzione.